# پاستینا، سانتا لوسه
پاستینا (به ایتالیایی: Pastina) یک منطقهٔ مسکونی در ایتالیا است که در سانتا لوچه واقع شده‌است. پاستینا ۳۲۶ نفر جمعیت دارد و ۲۱۵ متر بالاتر از سطح دریا واقع شده‌است.